# Château de Beauchêne (Mayenne)
Pour les articles homonymes, voir Beauchêne et Château de Beauchêne.

Le Château de Beauchêne est un château français situé à Saint-Saturnin-du-Limet, dans le département de la Mayenne et la région des Pays de la Loire. Il est situé à 2 kilomètres au Nord-Ouest du bourg.

## Histoire
Le château fut construit vers 1778 par René-Jacques de Juigné. Le château construit en 1778 est certainement pour l'Abbé Angot l'œuvre de Pierre Pommeyrol, architecte du Château de Craon. Le château est un corps de bâtiment rectangulaire, sans autre motif d'architecture qui rompe la rigidité des lignes qu'un fronton triangulaire en façade. 
Le curé relevait de Craon par Beauchêne pour une partie de son temporel, 1469. Par suite de l'acquisition de la seigneurie du Parvis, dont il relevait, le possesseur de Beauchêne devint seigneur fondateur de l'église paroissiale. 
Michel Guesdon, officier de Louis de Frotté, vint dans l'été de 1800 demander asile au châtelain de Beauchêne, muni d'un sauf conduit et sous un faux nom. Il était recommandé par le père de son ancien chef aussi chaleureusement que s'il se fut agi « du général de Frotté lui-même. » René-Joseph-Victor du Boberil le fit recevoir comme professeur au Collège de Saint-Julien d'Angers, où étudiaient ses fils. L'abbé Théodore Perrin a été précepteur au château.

## Sources et bibliographie
- « Château de Beauchêne (Mayenne) », dans Alphonse-Victor Angot et Ferdinand Gaugain, Dictionnaire historique, topographique et biographique de la Mayenne, Laval, A. Goupil, 1900-1910 [détail des éditions] (BNF 34106789, présentation en ligne)